# Luis Francisco Benítez de Lugo y Benítez de Lugo
Luis Francisco Benítez de Lugo y Benítez de Lugo (La Orotava, 1 avril 1837 - Santa Cruz de Tenerife, 3 mai 1876) était un homme politique espagnol.

## Biographie
Il était le VIII marquis de Floride et X seigneur d'Algarrobo et de Bormujos. En 1860, il rejoint le Parti progressiste. Son intense participation politique s'est accrue au cours de cette période, puisqu'il a été nommé représentant des îles Canaries au Comité central du Parti progressiste. Élu député du district de La Orotava aux élections d'août 1872, il est réélu aux élections de mai 1873, après la proclamation de la Première République espagnole.
D'affiliation maçonnique[Quoi ?], il est surtout connu pour être un pionnier du spiritisme en Espagne. Il présenta un projet de loi pour l'application de l'enseignement officiel du spiritisme, qu'il lut le 26 août 1873.
Il meurt à l'âge de 39 ans le 3 mai 1876 à Santa Cruz de Tenerife.